# Compliance officer
Een compliance officer is een functionaris die bij veelal een financiële instelling is aangesteld om toe te zien op de naleving van wet- en regelgeving binnen de organisatie. Het woord compliance komt van het Engelse werkwoord to comply with, overeenstemmen met. Een compliance officer zorgt ervoor dat de handelwijze van bedrijven inclusief haar personeel overeenkomt met de door de wetgever gestelde vereisten. Een compliance officer kan verschillende gedaantes aannemen. Hij kan optreden als adviseur van de onder toezicht staande instelling, echter hij kan ook een meer controlerende rol hebben en optreden als een soort interne accountant.
Voor financiële instellingen die onder toezicht staan van DNB, AFM en/of BFT (Bureau Financieel Toezicht), is het aanstellen van een compliance officer verplicht. Voorbeelden zijn banken, verzekeraars en pensioenfondsen.
Compliance officers die volgens de Algemene verordening gegevensbescherming zijn aangemeld bij de Autoriteit Persoonsgegevens, hebben de wettelijke titel 'Functionaris voor de Gegevensbescherming'. Omdat een Compliance Officer vaak ook in het bezit is van Persoonsgegevens, kan een Compliance Officer niet tegelijkertijd ook Functionaris Gegevensbescherming zijn voor dezelfde organisatie.
Aandacht voor compliance en integriteit binnen alle sectoren wordt steeds belangrijker en het vakgebied is sterk aan het veranderen. Om hierop het stuur te houden verbinden compliance officers zich aan de Vereniging van Compliance Professionals (VCO), al twintig jaar lang lang sinds de oprichting op 5 juni 2001. De vereniging is een platform waar leden met elkaar de verbinding vinden, bevordert kennisuitwisseling tussen haar leden en versterkt het onderlinge compliance netwerk. Compliance officers kunnen hier steun vinden bij het invullen van hun functie en het aannemen van de gevraagde verschillende gedaantes.

## Taken
De compliance officer heeft onder andere de volgende taken, verantwoordelijkheden en bevoegdheden:
- ziet toe op de naleving van wet- en regelgeving, waaronder het door de onderneming zelf opgesteld beleid;
- zorgt voor de monitoring van de privé-aandelentransacties van werknemers;
- treedt op als bewaker van de integriteit van de onderneming en zijn werknemers;
- is bevoegd om incidenten te onderzoeken en te melden bij de directie en indien nodig de toezichthouder;
- stelt een programma op om de werknemers te wijzen op het belang van compliance binnen de organisatie.

## Witwassen
Een belangrijk aandachtsgebied van de compliance officer is het voorkomen van witwassen en terrorismefinanciering. Op nationaal en Europees niveau is vastgelegd dat een financiële instelling daar maatregelen tegen moet nemen. De compliance officer neemt in het beleid van de financiële instelling op welke maatregelen er genomen moeten worden om deze risico's in te perken.